# جزر و مد تاریک
جزر و مد تاریک (به انگلیسی: Dark Tide) فیلمی محصول سال ۲۰۱۲ و به کارگردانی جان استاکول است. در این فیلم بازیگرانی همچون هلی بری، الیویه مارتینز و رالف برون ایفای نقش کرده‌اند.